# واترپلو در المپیک تابستانی ۱۹۷۶

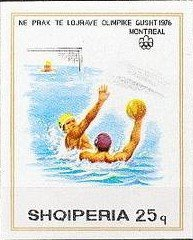
پوستر ورزش واترپلو

واترپلو در بازی‌های المپیک تابستانی ۱۹۷۶ نام رویداد ورزش واترپلو در بازی‌های المپیک تابستانی بود که در سال ۱۹۷۶ برگزار شد.